# Estrilda
Az Estrilda  a madarak osztályának verébalakúak (Passeriformes) rendjébe és a díszpintyfélék (Estrildidae) családjába tartozó nem.

## Rendszerezésük
A nemet William Swainson angol ornitológus írta le 1827-ben, az alábbi fajok tartoznak ide.
- vörösfarkú asztrild (Estrilda caerulescens)
- feketefarkú asztrild (Estrilda perreini)
- Cinderella-asztrild (Estrilda thomensis)
- nigériai asztrild vagy Anambra-asztrild (Estrilda poliopareia)
- mocsári asztrild (Estrilda paludicola)
- etiópiai asztrild (Estrilda ochrogaster)
- narancsarcú asztrild (Estrilda melpoda)
- kantáros asztrild (Estrilda rhodopyga)
- jemeni asztrild (Estrilda rufibarba)
- korallcsőrű asztrild (Estrilda troglodytes)
- Helena-pinty (Estrilda astrild)
- feketeszemsávos asztrild vagy feketekantáros asztrild (Estrilda nigriloris)
- feketesapkás asztrild (Estrilda atricapilla)
- apácaasztrild (Estrilda nonnula)
- Kandt asztrildja (Estrilda kandti vagy Estrilda atricapilla kandti)
- feketearcú asztrild vagy elefántasztrild  (Estrilda erythronotos vagy Brunhilda erythronotos)
- tündérasztrild (Estrilda charmosyna vagy  Brunhilda charmosyna)

## Képek

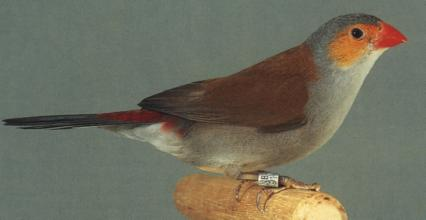
narancsarcú asztrild (Estrilda melpoda)
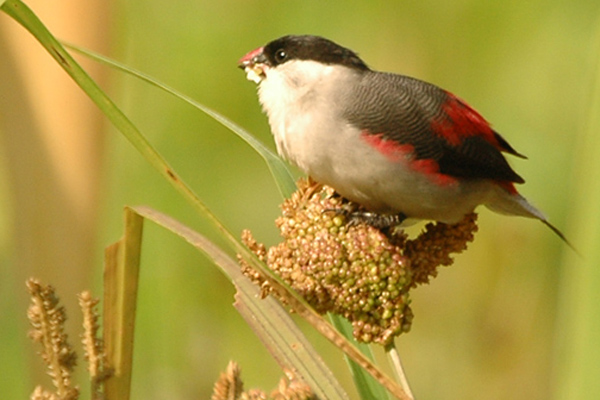
apácaasztrild (Estrilda nonnula)
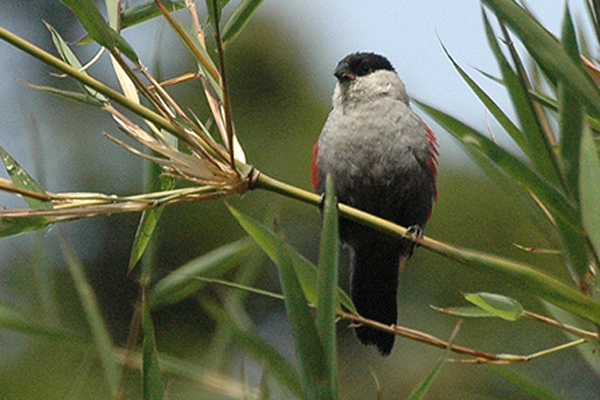
feketesapkás asztrild (Estrilda atricapilla)